# Combattimento con le uova

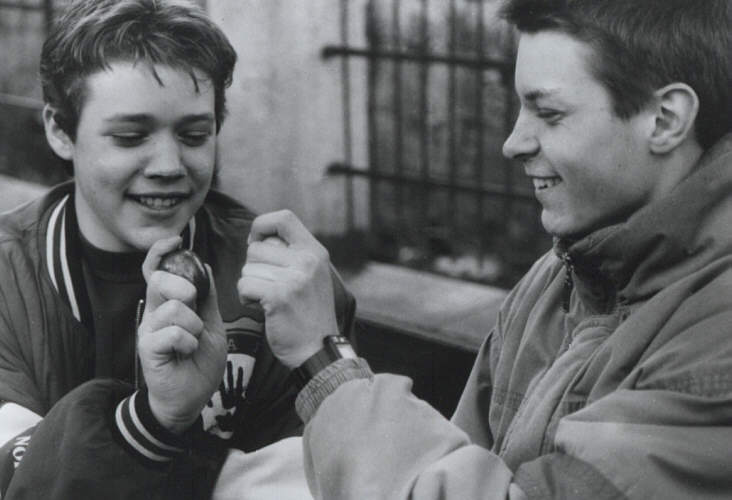
Fotografia raffigurante due persone che praticano il combattimento con le uova

Il  combattimento con le uova o battaglia delle uova (conosciuto anche come scoccetto o scoccìno, o altre varianti dialettali) è un gioco tradizionale del giorno di Pasqua.
La regola è semplice: ognuno dei due giocatori tiene in mano un uovo sodo, con cui cerca di rompere quello dell'avversario. Il partecipante a cui si rompe l'uovo perde.

## Storia

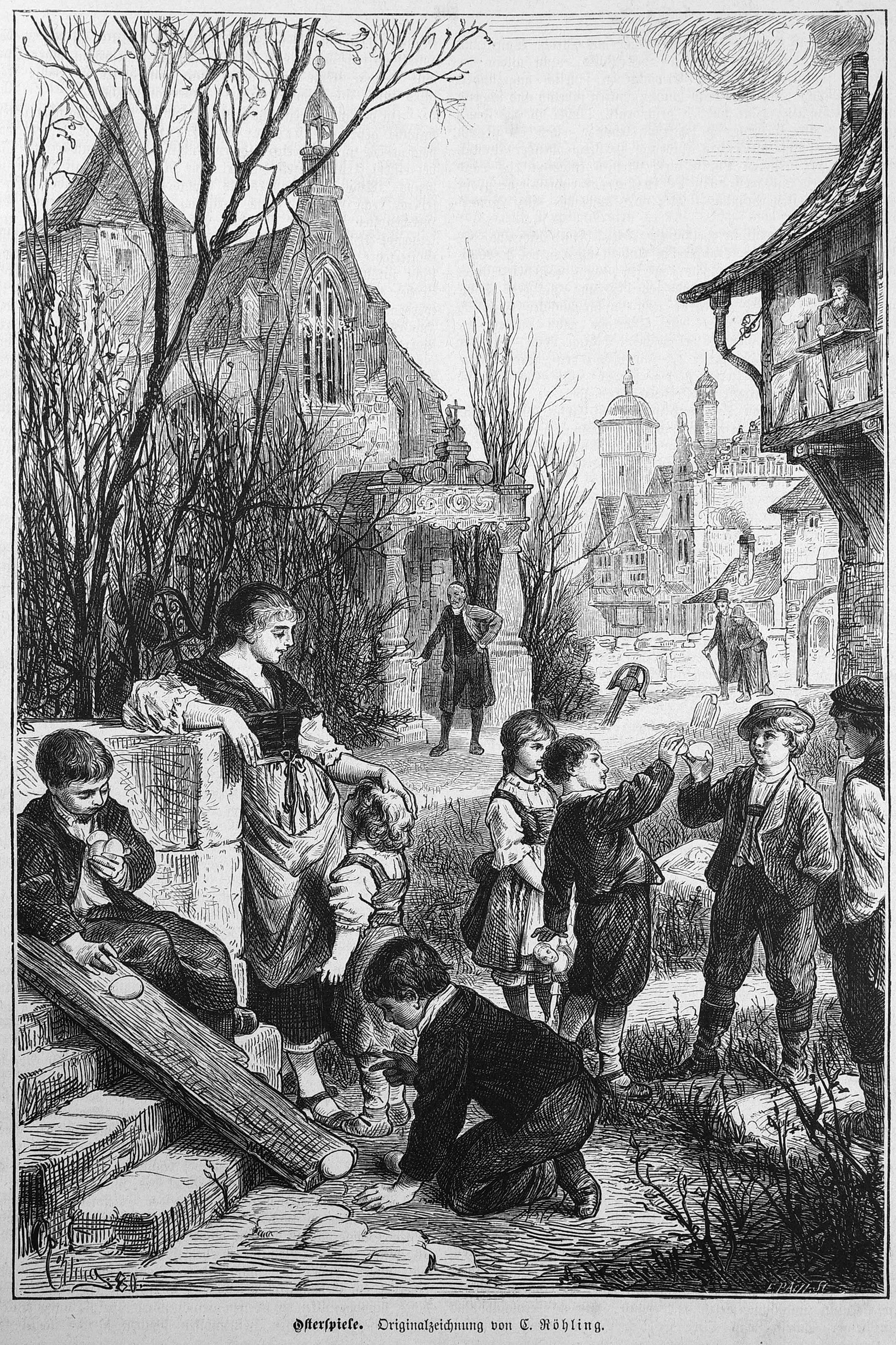
Battaglia delle uova in un'incisione tedesca del 1880

L'uovo è il simbolo della rinascita della terra nella cultura pagana delle celebrazioni primaverili e fu adottato dai primi cristiani come simbolo della rinascita dell'uomo nel giorno di Pasqua.
Già durante il medioevo, il combattimento con le uova era diffuso in Europa: viene ad esempio documentato a Zagabria (Croazia) nel XIV secolo e in Polonia all'inizio del XV secolo.
Nel Nord America, la battaglia delle uova fu descritta nel 1781 da Thomas Anbury, prigioniero di guerra inglese durante la guerra d'indipendenza americana, a Frederick (Maryland): secondo la tradizione locale a quel tempo le uova venivano tinte con legno di campeggio che, oltre a dare un color cremisi, conferiva più resistenza.
Nel 1933 e 1949 il giornale Evening Sun di Baltimora (Maryland) dedicò un editoriale dedicato alla tradizione e alle sue regole.

## Competizione
In molti luoghi della Louisiana il combattimento con le uova (chiamato egg-knocking o egg pacqueing) è diventato col tempo un appuntamento importante. La città di Marksville rivendica di essere stata la prima a rendere ufficiale tale evento nel 1956. Nel passato alcune persone, evidentemente desiderose di vincere anche in maniera non proprio onesta, usarono le uova di faraona, molto simili ma dal guscio più duro. Da allora si decise di far gareggiare le uova di faraona in una categoria separata. La preparazione della sfida si è trasformata negli anni in una procedura elaborata e "scientifica": vengono scelte le uova più dure in base alla razza e al periodo di deposizione. Le galline stesse vengono nutrite con cibi ricchi di calcio e sono sottoposte a esercizi. Le uova vengono poi in genere lessate in posizione capovolta, così che l'aria presente nell'uovo rimanga nella parte inferiore, non in quella superiore dove avviene lo scontro con le altre uova. Esiste inoltre una regola secondo la quale il vincitore deve rompere l'uovo e mangiarlo per provare di non aver imbrogliato.

## Nelle diverse culture

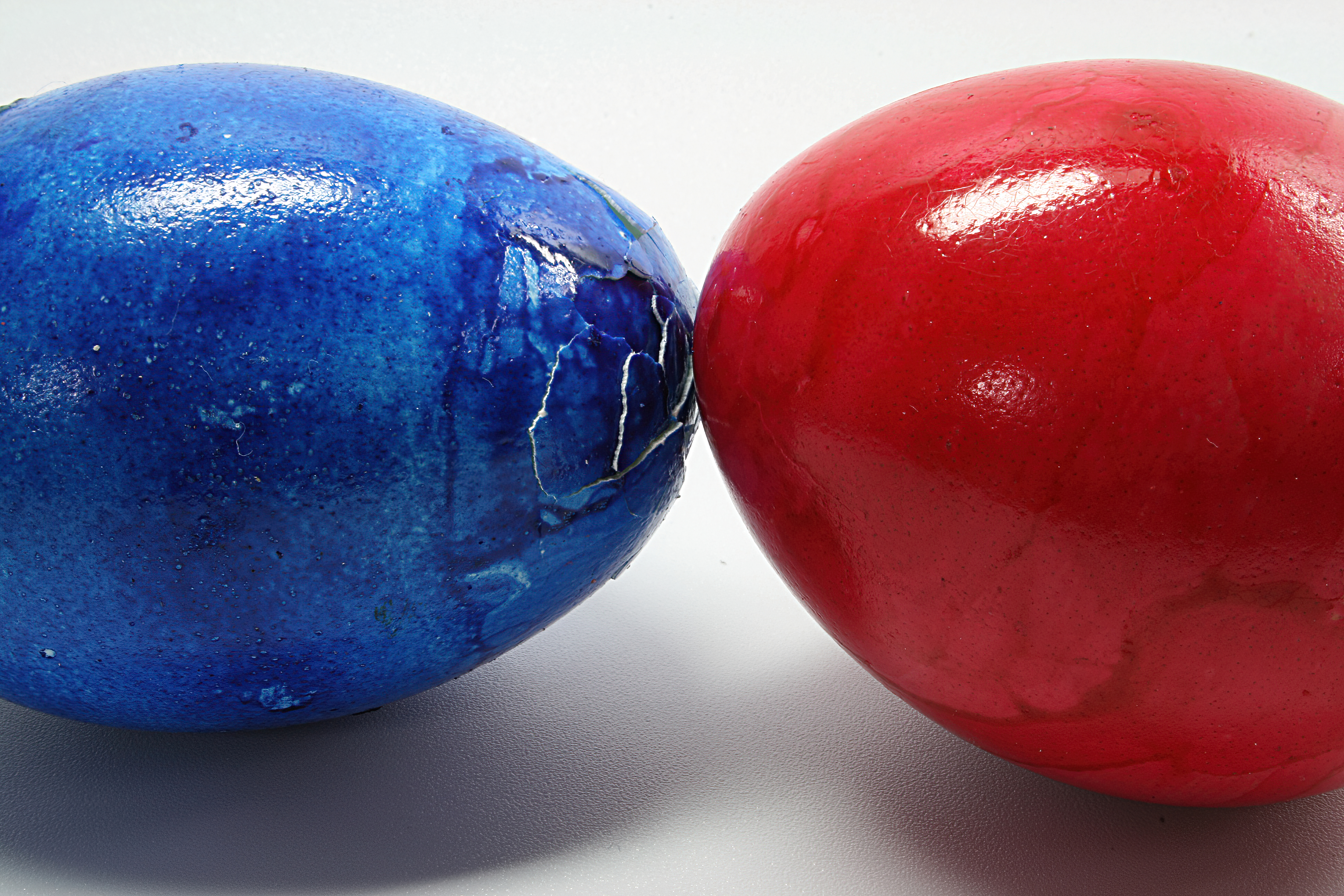
In questo caso, viste le ammaccature dell'uovo blu, quello rosso sta vincendo

In Assam (uno Stato dell'India nel quale gli indigeni della parte più orientale parla una lingua indo-europea, al pari dei parlanti hindi che costituiscono la maggioranza del Paese e dei parlanti bengalese) il gioco è chiamato Koni-juj (Koni = uovo; Juj = combattimento). Si tiene ogni anno durante il Bhogali Bihu, che cade tra gennaio e febbraio.
Nei Paesi Bassi il gioco si chiama eiertikken. I bambini si allineano con cesti pieni di uova colorate e provano a rompere quelle nei cesti degli avversari. L'unica regola è che devono rompere un uovo dello stesso colore.
In Romania, per Pasqua, i visitatori scambiano auguri come "Cristo è risorto!" e "Lui è risorto ancora!". Si dice che le persone a cui non si rompe l'uovo avranno una lunga vita.
I cristiani in Bulgaria hanno un'usanza simile e credono che il vincitore del gioco sia colui che sarà il più sano durante l'anno fino alla Pasqua seguente. Il primo uovo rosso dipinto deve essere tenuto fino all'anno successivo come portafortuna e portatore di salute.
I cattolici dell'Europa centrale appartenenti a diverse nazioni chiamano questa tradizione epper. Il termine sembra derivare o riferirsi alla parola tedesca Opfer, che significa "sacrificio" o, letteralmente, "offerta".
Anche i Ruteni hanno questa tradizione, che include sia il gioco del rotolare le uova sia il combattimento con le uova. È usata per indicare questa pratica sia la parola epper sia il termine 'čokatisja' (simile allo slovacco 'ťukať', che significa colpire).
In Grecia questa tradizione è chiamata tsougrisma (τσούγκρισμα), che significa "tintinnare insieme" o "scontrarsi".
In Albania la tradizione si chiama pik-voesh ("voe", "vë:" in dialetto ghego, "vé", "vezë" in dialetto tosco) che significa cozzare le uova, normalmente sode. A turno i giocatori impugnano il proprio uovo bollito e lo cozzano contro quello dell’avversario, prima me maje(con la punta) e poi me bëth (con il retro, la parte più tondeggiante).  Perde l’uovo che viene scalfito ad entrambe le estremità. Chi vince si porta a casa le uova rotte. L’uovo deve essere colorato: rosso, giallo e verde (come facevano le nonne, con i metodi naturali: usando bucce di cipolle, fondi di caffè e i germogli della primavera) ma anche bianco. 

### In Italia
A Cupra Marittima, il Lunedì dell'Angelo, che coincide con la festa del patrono San Basso ha luogo il tradizionale torneo cosiddetto della 'ngiucchetta in cui due contendenti gareggiano con piccoli colpi fra le rispettive uova finché un guscio non inizia a rompersi decretando la sconfitta del proprietario.
In Friuli-Venezia Giulia, ed in particolare nella provincia di Udine, questo gioco viene chiamato trùc; in maniera simile, in Sicilia viene chiamato truzzu.
Diverse le manifestazioni in Emilia-Romagna. Nei giorni di Pasqua e di Pasquetta in provincia di Piacenza, a Fiorenzuola d'Arda e a Lugagnano Val d'Arda, si gioca a Ponta l'öv (Spingi l'uovo), o Ponta e cül (Punta e fondo), con veri e propri tornei nelle piazze dei due centri, secondo le regole sopra descritte. Oltre ai tornei si gioca tra i cittadini nella piazza, girovagando con il proprio sacchetto di uova e "chiamando" ad alta voce chi ha un uovo simile al proprio per poter competere (intero, con solo la punta integra o solo il retro integro). Nella provincia di Reggio Emilia il gioco è conosciuto come scoccino. Nell'Appennino Tosco-Emiliano viene chiamato "cucin-cucin" , in un torneo si fanno scontrare le parti a punta delle uova sode colorate selezionate tra quelle più piccole e dure, impugnate ciascuna da un contendente , e chi vince porta a casa quelle rotte agli avversari. Nell'appenino modenese, la tradizione è conosciuta come coccetto oppure coccìn coccetto: nella piazza di Fanano si svolge una battaglia che coinvolge centinaia di partecipanti ogni anno. Altri combattimenti si svolgono a Fiumalbo, Lama Mocogno, Montecreto, Pievepelago, Riolunato e Sestola.
Stessa competizione da tempo immemorabile anche nella piazza principale al centro di Badalucco (Imperia), dove nel medesimo periodo pasquale è tradizionale lo "scotézu" vince chi conserva l'uovo intatto.
Un gioco analogo si svolge ogni Pasqua a Pietralunga, in Umbria, dove la competizione prende il nome di tocciata. La competizione riunisce della piazza principale del paese 10 concorrenti per tornata, in più tornate, e consiste nel rompere il guscio dell'uovo sodo dell'avversario senza danneggiare il proprio uovo.
A Nereto (Teramo) il lunedì di Pasqua si usa fare una gita fuori porta (detta anche scampagnata) a piedi presso la vicina chiesa di Santa Maria a Vico in Sant'Omero, per la tradizionale competizione di "scoccia ova", scontro di uova sode: vince l'uovo più resistente, ma senza trucchi, altrimenti sono botte.
Altre denominazioni nelle lingue regionali italiane sono:
- a j'ōēuv (Piemonte)
- (giugà) ai œuv oppure al tecch (Milano);
- (zögà) a pica öf (Bergamo);
- a s-cepì (Brescia);
- ai òvi (Trento)
- ai vovi, a cuca oppure a far cuca (Venezia);
- a cuvare o a colpare (Padova)
- (zughèr) agli amachè (Romagna)[29]
- a rompìno (Colle di Val d'Elsa);
- pizzetta o ciocchetta (Marche)[30]
- pizzutello (Fabriano)
- ponta l'öv, ponta e cül, ciucä i öv (Piacentino)
- Pechenèr (Val di Fassa, provincia di Trento)
- a truzzare (Trapani)